# Songs of Innocence (Джонстон)
Songs of Innocence (укр. Пісні невинності) — музичний твір Бена Джонстона, написаний 1975 року.
Songs of Innocence написав американський композитор Бен Джонстон. Починаючи з середини 1960-х років він зацікавився створенням музики в чистому строї, де інтервали настроюються на слух, а не за допомогою рівномірної темперації. Після років власних досліджень зміг розширити набір звуків ще більше, використовуючи сьомий обертон та обертони вищих порядків. Разом з тим, він відійшов від написання авангардної атональної музики, та почав писати менш радикальні та більш зрозумілі широкому загалу твори. Простіші у сприйнятті, менше з тим вони залишалися складними у виконанні, вимагаючи кращого музикального слуху та використовуючи складну музичну нотацію. Сам композитор порівнював використання чистого строю, замість рівномірно-темперованого, із відновленням оригінальних кольорів на старій картині.
В той час, як багато творів Джонстона 1960-1970-х років було написано на замовлення, Songs of Innocence він написав за своєї ініціативи для знайомих музикантів, які погодилися виконати його музику. Сольну партію виконала співачка Барбара Далгейм (сопрано), а акомпанував їй камерний ансамбль — Пол Зонн (кларнет), Вілма Зонн (гобой), Томас Фредріксон (контрабас), Джон Фонвілл (флейта), Джон Гарві (скрипка). Текст композиції було взято з творів Вільяма Блейка («Night», «The divine image» та «A cradle song» зі збірки «Пісні невинності та досвіду». Різдвяна тематика пісень була продовженням напрямку, характерного для Джонстона після 1970 року, коли він став католиком і почав писати релігійну музику: його попередніми роботами були джазове аранжування літургічної «Меси» та струнний квартет із варіаціями християнського гімну «Чудова ласка».
На думку музикознавиці Хайді фон Гунден, кожна з трьох частин твору була стилістично відмінною від решти. «Night» порівнювалася із мадригалом часів Відродження (схожий стиль Джонстон використовував у п'єсі «Гертруда»), «The Divine Image» мала джазове аранжування, схоже на ранній твір Джонстона Somewhere I Have Never Travelled, а «A Cradle Song» мала майже крунерський вокал. Фон Гунден також відзначала, що звукоряд для твору було побудовано за допомогою «решітки», заснованої на простих числах 2, 3 та 5, але базовим тоном для настроювання було обрано не «ля» частотою 440 Гц, а «сі» з частотою 60 Гц (або, на дві октави вище, 480 Гц); таким чином, нота сі (B), що складала з ля інтервал 12/11, а не велику секунду (9/8 або 10/9 в чистому строї), позначалася як B↓, а серед інших знаків альтерації використовувалися як звичні дієзи та бемолі, так і символ плюс та мінус, що підвищували або знижували висоту звучання на кому.
Прем'єра Songs of Innocence у виконанні Барбари Далгейм відбулася 29 червня 1979 року. Ноти вийшли у видавництві Smith Publications.